# 卡斯特縣 (南達科他州)
卡斯特縣（英語：Custer County）是美國南達科他州西南部的一個縣，西鄰懷俄明州。面積4,038平方公里。根據美國2000年人口普查，共有人口7,275人。縣治卡斯特（Custer）。
成立於1875年。縣名紀念南北戰爭騎兵司令喬治·阿姆斯壯·卡斯特。